# 沃迪冰架

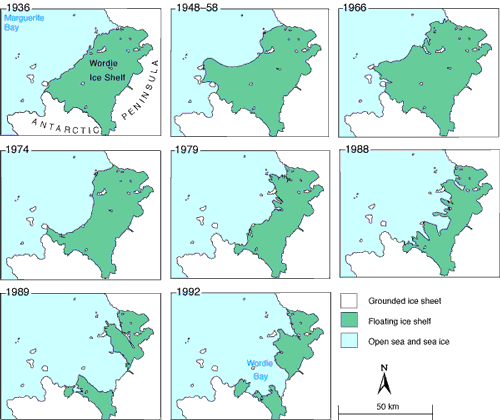

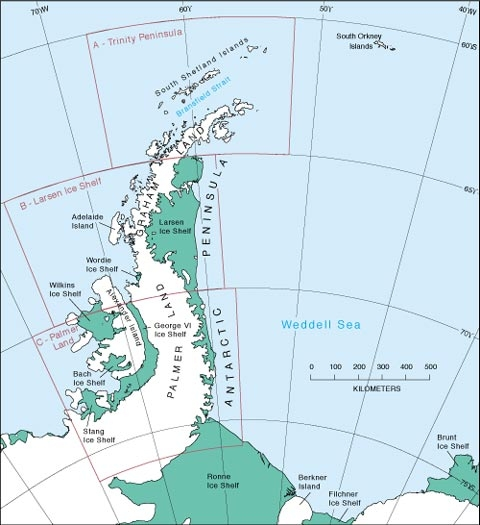

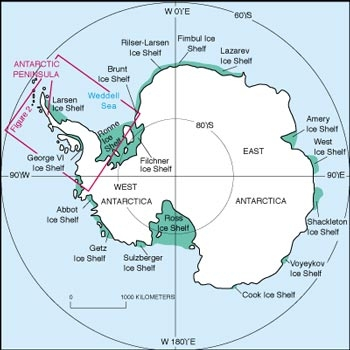

沃迪冰架（英語：Wordie Ice Shelf）是南極洲的冰架，位於南極半島西岸瑪格麗特灣，該冰架由1934至1937年的英國探險隊發現，以英國皇家地理學會榮譽秘書長命名。

## 外部連結
- USGS Antarctic Peninsula information （页面存档备份，存于）
- Scott Polar Research Institute （页面存档备份，存于）

69°15′S 67°45′W / 69.250°S 67.750°W